# Stefan Nikolić
Stefan Nikolić (în muntenegreană cu litere chirilice: Стефан Николић; n. 16 aprilie 1990, Nikšić, Muntenegru) este un fotbalist muntenegrean care evoluează la FC ZALĂU.
În 2014 a jucat pentru FC Incheon United din Coreea de Sud. De asemenea este și component al echipei naționale de tineret a Muntenegrului. Joacă pe postul de atacant.

## Carieră
A debutat pentru FC Timișoara în Liga I pe 2 octombrie 2010 într-un meci câștigat împotriva echipei Rapid București.

## Titluri
Steaua București
- Liga I (1): 2012-2013[2]